# Joan Massot Gimeno
Joan Massot Gimeno (La Ràpita, 13 de juny de 1914 - Barcelona 2 de novembre de 1978) va ser metge, i va exercir a Reus.
Es va col·legiar l'any 1946 i amb el su germà Romà, també metge, es va establir a Reus. Els dos germans es van casar amb noies de la burgesia reusenca. Joan, delicat de salut, no va exercir tant com volia la seva professió, i es va dedicar a escriure i a traduir. L'any 1952 va participar al V Certamen Literari del Centre de Lectura, i col·laborava a la premsa local, especialment a la Revista del Centre de Lectura i al Setmanari Reus.
Va escriure algunes novel·les: El fusil estaba cerca, premiada per la revista mèdica Hora XXV, i Un accidente, que també va guanyar un premi. Va traduir de l'anglès unes quantes obres, tant científiques com literàries: La Dama de la liebre: un estudio sobre el poder curativo de los sueños, de John Layard, Diccionario de Biología, de Michael Abercrombie, El espesor de un cabello, de Claude Houghton, Geología , de Robert J. Forster, i altres.
Va morir a Barcelona, i va ser enterrat al Cementiri de Reus.